# Едо Каємбе
Едоард Каємбе Каємбе (фр. Edouard Kayembe Kayembe, нар. 3 червня 1998, Кананга, ДР Конго) — конголезький футболіст, півзахисник англійського клубу «Вотфорд» та національної збірної ДР Конго.

## Ігрова кар'єра

### Клубна
Едо Каємбе починав свій шлях у футболі на батьківщині, де його першим клубом став «Шаркс XI». У листопада 2016 року Каємбе перебрався до Європи, де підписав контракт з бельгійським клубом «Андерлехт». Вже через місяць футболіст зіграв першу гру у новій команді. У команді Едо провів чотири сезони і перед початком сезону 2020/21 перейшов до іншого клубу Ліга Жупіле «Ейпен».
У січні 2022 року Каємбе підписав контракт на чотири з половиною роки з англійським клубом «Вотфорд». За результатами сезону разом з командою футболіст вибув до Чемпіоншипа.

### Збірна
У жовтні 2019 року Едо Каємбе у товариському матчі проти команди Алжиру дебютував у складі національної збірної ДР Конго.